# Bob Cato

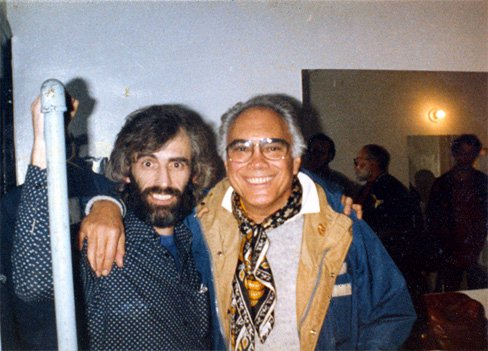
Bob Cato con Richard Manuel de The Band en noviembre de 1983.

Bob Cato (1923 – 19 de marzo de 1999) fue un diseñador gráfico cuyo trabajo en portadas de discos contribuyó al desarrollo de la cultura musical y popular durante cinco décadas. Fue vicepresidente de servicios creativos de Columbia Records y posteriormente de United Artists.

## Biografía
Bob Cato creció en Nueva Orleans, Luisiana. De adolescente, estudió con los pintores mexicanos Pablo O'Higgins y José Clemente Orozco. Como cuáquero, Cato fue encarcelado durante la Segunda Guerra Mundial como objetor de conciencia. Después vivió en Chicago (Illinois), estudiando con  László Moholy-Nagy. En 1947 se trasladó a Filadelfia, donde estudió con el director artísticos y diseñador Alexey Brodovich, convirtiéndose en su ayudante. 
Cato pintó y expuso durante los años 40 y 50 mientras trabajaba como director artístico de las revistas Dance, Glamour, Jr. Bazaar y Theatre Arts.
Cato comenzó a trabajar en la industria musical en 1959 en Columbia Records, donde llegó a ser vicepresidente de servicios creativos. Durante los siguientes veinte años, diseñó y supervisó cientos de álbumes para docenas de artistas, forjando relaciones duraderas con músicos y grupos como The Band, Johnny Cash, Miles Davis, Bob Dylan, George Harrison, Janis Joplin y Van Morrison. 
En 1966, dirigió la miniserie Playback, que incluyó a Leonard Bernstein, Miles Davis, John Gielgud, Johnny Mathis e Igor Stravinsky. También desempeñó muchos años el papel de consejero asesor de la Academia Nacional de Grabaciones de Arte y Ciencias. En 1997, la Academia premió a Cato con el President's Merit Award.

## Vida personal
Cato contrajo matrimonio con Kate Jennings, una escritora, poeta y novelista australiana en 1988. Falleció en 1999 como consecuencia de complicaciones derivadas de la enfermedad de Alzheimer.

## Premios
- Premio Grammy al mejor diseño de embalaje por People de Barbra Streisand (1964) y Bob Dylan's Greatest Hits de Bob Dylan (1968).[2]